# Luíz Antônio dos Santos
Luíz Antônio dos Santos (ur. 6 kwietnia 1964 w Volta Redonda, zm. 6 listopada 2021) – brazylijski lekkoatleta specjalizujący się w biegach długodystansowych, przede wszystkim w maratonie, uczestnik letnich igrzysk olimpijskich w Atlancie (1996).

## Sukcesy sportowe
- zwycięzca maratonów w Chicago (dwukrotnie – 1993, 1994)[2] i Fukuoce (1995)[3]

| Rok  | Miasto   | Zawody               | Konkurencja     | Wynik         |
| ---- | -------- | -------------------- | --------------- | ------------- |
| 1995 | Göteborg | Mistrzostwa świata   | bieg maratoński | brązowy medal |
| 1996 | Atlanta  | Igrzyska olimpijskie | bieg maratoński | 10. miejsce   |
| 1997 | Ateny    | Mistrzostwa świata   | bieg maratoński | 5. miejsce    |

## Rekordy życiowe
- bieg na 5000 metrów – 14:17,7 – São Paulo 16/03/1997
- bieg na 10 000 metrów – 28:37,44 – Rio de Janeiro 17/05/1996
- półmaraton – 1:03:23 – Tokio 14/02/1999
- maraton – 2:08:55 – Rotterdam 20/04/1997